# The Lost City of Z (film)
The Lost City of Z is een Amerikaanse biografische
avonturenfilm uit 2016 die geschreven en geregisseerd werd door James Gray. Het is een verfilming van het gelijknamig non-fictieboek van auteur David Grann en vertelt het levensverhaal van de Britse ontdekkingsreiziger Percy Fawcett. De hoofdrollen worden vertolkt door Charlie Hunnam, Robert Pattinson, Sienna Miller en Tom Holland.

## Verhaal
In 1906 reist de Britse ontdekkingsreiziger Percy Fawcett in dienst van de Royal Geographical Society voor het eerst naar Zuid-Amerika, om er de grens tussen Bolivia en Brazilië in kaart te brengen. Hoewel zijn zwangere vrouw Nina de twee jaar durende reis gevaarlijk vindt, besluit Fawcett toch te vertrekken. Tijdens zijn eerste verblijf in Zuid-Amerika raakt hij er door archeologische vondsten van overtuigd dat er in het Amazoneregenwoud een onbekende, zeer oude, maar erg gesofisticeerde beschaving te vinden is. Omwille van deze bewering wordt Fawcett in zijn thuisland geridiculiseerd door het wetenschappelijk establishment.
Desondanks besluit hij samen met zijn compagnon Henry Costin een tweede reis naar Zuid-Amerika te ondernemen. Hij wil op zoek gaan naar de mysterieuze stad in de jungle, die hij omdoopt tot 'Verloren stad Z'. De expeditie is geen succes en Fawcett keert terug naar Europa om er deel te nemen aan de Eerste Wereldoorlog. Tijdens de oorlog wordt hij het slachtoffer van een gasaanval, waardoor hij niet meer in staat is om te reizen.
Vele jaren later probeert de oudere Fawcett een laatste keer om Z te lokaliseren. Samen met zijn zoon Jack vertrekt hij in 1925 naar Brazilië. Deze expeditie resulteert in de verdwijning van Fawcett en zijn zoon.

## Rolverdeling
| Acteur           | Personage             |
| ---------------- | --------------------- |
| Charlie Hunnam   | Percy Fawcett         |
| Robert Pattinson | Henry Costin          |
| Sienna Miller    | Nina Fawcett          |
| Tom Holland      | Jack Fawcett          |
| Edward Ashley    | Arthur Manley         |
| Angus Macfadyen  | James Murray          |
| Ian McDiarmid    | Sir George Goldie     |
| Clive Francis    | Sir John Scott Keltie |
| Franco Nero      | Baron De Gondoriz     |

## Release
De film ging op 15 oktober 2016 in première op het filmfestival van New York (NYFF).